# Jan Josef ze Schaffgotsche
Jan Josef hrabě ze Schaffgotsche, též německy jako Johann Josef Graf von Schaffgotsche, též von Schaffgotsch (17. září 1794 Brno – 17. ledna 1874 Brno), byl moravsko-rakouský šlechtic z rodu Schaffgotschů a politik z Moravy, poslanec Moravského zemského sněmu.

## Biografie
Narodil se jako syn hraběte Jana Arnošta ze Schaffgotsche z rodu Schaffgotschů. Jeho bratrem byl brněnský sídelní biskup Antonín Arnošt ze Schaffgotsche. Jan Josef Schaffgotsche držel panství Biskupice. Měl titul c. k. komořího a tajného rady.
Zapojil se i do vysoké politiky. Už během revolučního roku 1848 byl v zemských volbách 1848 zvolen na Moravský zemský sněm, kde zastupoval kurii virilistů a velkostatků. Na sněmu se vyjádřil kriticky ohledně tužeb obyvatel Vídně. Od 20. června 1848 byl členem sněmovní komise pro zřízení zemské.
Do politiky se vrátil po obnovení ústavního systému vlády. V zemských volbách 1861 se opět stal poslancem Moravského zemského sněmu, za kurii velkostatkářskou, II. sbor. Patřil mezi konzervativní velkostatkáře. Mandát obhájil v zemských volbách v lednu 1867.
V roce 1861 byl rovněž císařem jmenován za doživotního člena Panské sněmovny (nevolená horní komora Říšské rady).
Zemřel v lednu 1874.